# Someșul Mic
Someșul Mic (Lille Someș, ungarsk: Kis-Szamos) er en flod i distriktet Cluj i det nordvestlige Rumænien. Ved dens sammenløb med Someșul Mare i Mica dannes floden Someș. Dens samlede længde er 178 km, og dens afvandingsområde er 3.3773. Den er dannet ved sammenløbet af de to mindre floder, Someșul Cald ("Varme Someș") og Someșul Rece ("Kolde Someș"), der kommer fra Apuseni-bjergene . Fra sammenløbet, i Gilău, løber Someșul Mic mod øst og nord gennem Cluj-Napoca, Apahida og Gherla, indtil den møder Someșul Mare i Dej.

## Byer og landsbyer
Følgende byer og landsbyer ligger langs floden Someșul Mic, fra kilden til mundingen: Gilău, Luna de Sus, Florești, Gârbău, Cluj-Napoca, Sânnicoară, Apahida, Jucu de Mijloc, Jucu de Suscruci, ăsturci, ăsturci, Bon Iclozel, Livada, Hășdate, Gherla, Mintiu Gherlii, Petrești, Salatiu, Mănăstirea, Mica .